# 富山栄子
富山 栄子(とみやま えいこ、1963年10月31日 - )は、日本の経済学者。博士（経済学）。事業創造大学院大学地域・国際担当副学長。事業創造研究科教授。公益財団法人環日本海経済研究所共同研究員。学校法人新潟総合学園評議員。日本精機取締役。新潟大学非常勤講師。敬和学園大学非常勤講師。

## 経歴
新潟県新潟市の出身。1982年、新潟県立新潟高等学校を卒業。1986年3月、東京外国語大学外国語学部ロシア語学科を卒業。4月、伊藤萬に入社 （ソ連貿易課、海外企画部、外国為替部）。1989年8月、テレビ新潟専属通訳嘱託社員(通訳・翻訳・解説・国際交流他)。1994年4月、新潟地方裁判所法廷通訳。2002年3月、新潟大学大学院現代社会文化研究科共生社会研究専攻博士課程を修了、博士（経済学）。2006年4月、 学校法人新潟総合学園事業創造大学院大学事業創造研究科助教授・准教授に就任。2010年4月、事業創造大学院大学事業創造研究科教授に就任。2014年4月、事業創造大学院大学地域・国際担当副学長に就任。2018年6月、日本精機取締役に就任。

## 受賞
- 第2回、日本社会情報学会大学院最優秀学位論文賞を受賞（1999年）[2]

## 著書
- 『わかりすぎるグローバル・マーケティング―ロシアとビジネス』ISBN 978-4794422156 創成社 (2005年9月1日)
- 『ロシア市場参入戦略』ISBN 978-4623039609 ミネルヴァ書房 (2004年3月1日)

### 共著
- 坂口泉 著『ロシアの自動車市場―激戦区のゆくえ』ISBN 978-4864590686 東洋書店 (2012年10月1日)
- 中津孝司・佐藤千景・梅津和郎 著『米中協調の世界経済 』ISBN 978-4495439712 同文舘出版 (2010年3月)
- 小山洋司 著『東欧の経済とビジネス』ISBN 978-4794430878 創成社 (2007年7月)
- 中津孝司・石川誠・新里敏夫・梅津和郎・赤木博文 著『新マーケティング読本』ISBN 978-4794421845 創成社 (2004年10月)

## 論文
- 『ロシアにおける現代自動車のマーケティング戦略』[3]
- 『海外市場参入研究アプローチの概観--旧ソ連・東欧諸国市場参入分析に向けた分析視点の設定』[4]

## 学会
- 比較経済体制学会
- ロシア・東欧学会理事
- 社会情報学会
- 日本商業学会
- JSSES（Japanese Slavic and East European Studies）[5]
- 多国籍企業学会
- 日本フードサービス学会（会員、国際交流委員）
- 日本ベンチャー学会

## 役職
- 新潟日本香港協会理事[6]
- 公益財団法人食の新潟国際賞財団理事[7]
- 新潟ベトナム協会理事[8]
- 新潟スロバキア協会理事[9]